# تفجير القديح 2015
تفجير القديح أو تفجير مسجد الإمام علي هو تفجير انتحاري وقع في 22 مايو 2015 في بلدة القديح التابعة لمحافظة القطيف شرق السعودية أثناء أداء صلاة الجمعة في مسجد للشيعة. تبنَّى تنظيم داعش هذا التفجير الذي نتج عنه مقتل 22 شخصًا وإصابة 102 بجروح.

## خلفية الأحداث

### شيعة السعودية
يُشكِّل الشيعة حوالي 10%-15% من سكَّان الشعب السُعودي، يعيش أغلبهم في محافظة القطيف. حسب تقرير لهيومن رايتس ووتش عام 2009، المواطنون السعوديون الشيعة يتعرضون لـ«تمييز مُنظَّم في الدين والتعليم والعدل والتوظيف». ذكر التقرير بأن الشيعة يتعرَّضون لتمييزات كبير ضدهم، من ضمنها في المؤسسات التعليمية، حيث تُكفِّرهم المناهج التعليمية. يمنع القضاة عادة الشهود من الشيعة أثناء المحاكمات بسبب مُعتقداتهم ويحد من توظيف الشيعة في الوزارات الحكومية والمؤسسات العسكريَّة.
على الرغم من أن الحكومة السعودية تتبع المذهب السني، إلا أنها عملت على إعطاء الشيعة كامل حقوقهم ومساواتهم ببقية فئات الشعب السعودي. المحكمة الجعفرية التي تتبع الفقه الجعفري كانت قد أُنشئت في القطيف منذ ما يزيد عن خمسين سنة. في عام 2014 بعد أحداث الدالوة الإرهابية، أغلقت الدولة مكتب قناة وصال الفضائية  في يوليو 2014، عيِّن الملك عبد الله بن عبد العزيز الدكتور محمد أبو ساق وزيرًا لشؤون مجلس الشورى كأول وزير من الطائفة الشيعية في تاريخ السعودية.

### داعش
تنظيم الدولة الإسلامية في العراق والشام، يُطلق عليه اختصارًا داعش ويُسمِّي نفسه الآن الدولة الإسلامية هو تنظيم مُسلِّح يسيطر على مساحة كبيرة من أراضي العراق وسورية.
يتبع التنظيم تفسيرات عليلة للقرآن والسنة لخدمة أهدافه ومساعيه، الأمر الذي دفع العديد من الشيوخ أمثال مفتي السعودية عبد العزيز آل الشيخ لوصف المنتمين لداعش (يُطلق عليهم الإعلام الـدواعش) بالخوارج.
من بين هذه التفسيرات، اتهام الشيعة بالشرك واستباحة دمائهم سواء في حالة الحرب والسلم، كما يخالف التنظيم العديد من السلف، ففي 3 يناير 2015، قام التنظيم بقتل الطيار الأردني معاذ الكساسبة حرقًا، الأمر الذي يري كثير من الشيوخ حُرمته، كما يسمح لنفسه بقتل الغيلة (قتل الأناس المسالمين المستأمنين غدرًا، دون حرب)، وهو أمر مُحرَّم في جميع المذاهب الإسلامية.

## تفاصيل الحادثة
أثناء أداء المصلين لصلاة الجمعة في مسجد الإمام علي بن أبي طالب في بلدة القديح، تسلل شخص يدعى أبو عامر النجدي كما سمته داعش لاحقًا(بينما ذكرت وزارة الداخلية السعودية أنه اسمه صالح بن عبد الرحمن القشعمي) وهو يحمل حزامًا ناسفًا كان يخفيه تحت ملابسه وفجره، مما أدى لمقتل 22 شخصًا وإصابة 102 بجروح. ذكر بيان وزارة الداخلية السعودية الرسمي التالي: 
ذكر الناجون من الحادث أن التفجير حدث أثناء الركعة الثانية، وكان الإنتحاري يقف في الصف ما قبل الأخير.[بحاجة لمصدر]
أبلغ عن عدة هجمات في المملكة العربية السعودية ضد الأقلية الشيعية المسلمة، ومع ذلك فإن هذا الهجوم الانتحاري في مسجد الإمام علي بن أبي طالب هو أحد أكثر الهجمات دموية. وبحسب ما ورد تواجد 150 شخصًا في المسجد لأداء صلاة الجمعة. وأدى الهجوم الانتحاري على المسجد إلى مقتل 23 شخصًا. شوهد هذا النوع من الهجمات الانتحارية مرات عديدة في باكستان والعراق ودول إسلامية أخرى، لكنها المرة الأولى في تاريخ المملكة العربية السعودية التي يقع فيها مثل هذا الهجوم على مسجد أثناء الصلاة.

## ما بعد التفجير

### تبني العملية

إعلام ولاية نجد في داعش أطلق على المُنتحر اسم "أبو عامر النجدي."

تبنى تنظيم الدولة الإسلامية في العراق والشام (داعش) المسؤولية عن الهجوم، إذ صدر بيان عن ولاية نجد التابعة للتنظيم قائلًا أن منفذ الهجوم يُدعى «أبو عامر النجدي»، وصرّح التنظيم أن أسباب هذه العملية هي أسباب طائفية حيث أن المصلِّين في هذا المسجد من «الرافضة» الذين يصفهم التنظيم بالردَّة. تُصنِّف المملكة العربية السعودية تنظيم داعش كمنظمة إرهابية.

### نتائج التحقيق

حضور الشرطة السعودية وقوى الأمن بعد التفجير، ويظهر في الصورة الدماء على أرض المسجد والدمار الذي حصل فيه

في يوم 24 مايو 2015، نشرت وزارة الداخلية السعودية بيانًا أمنيا كشفت فيه عن هوية المهاجم، وهو شاب سعودي يُدعى صالح بن عبد الرحمن صالح القشعمي، ومطلوب للجهات الأمنية لانتمائه لخلية وُصفت أنها إرهابية تتلقى توجيهاتها من تنظيم داعش في الخارج، تم كشفها في أواخر شهر رجب الماضي وقبض حتى تاريخه على ستة وعشرين من عناصرها وجميعهم سعوديين الجنسية. أثبتت نتائج فحص العينات البيولوجية من بقايا جثة منفذ العملية أن المادة المستخدمة في التفجير هي من نوع آر دي إكس شديدة الانفجار. هذه العملية وحادثة مقتل الجندي في الجيش السعودي ماجد الغامدي جنوب الرياض، الذي تم التمثيل بجثته بحرقه، تم تنفيذها من قِبَل نفس الخلية. في 26 مايو 2015، قال أمير المنطقة الشرقية الأمير سعود بن نايف بن عبد العزيز آل سعود، أنه تم القبض على 95% من مخطِّطي ومُنفِّذي العملية.

### الجرحى

أمير المنطقة الشرقية سعود بن نايف آل سعود ووزير الصحة السعودي خالد الفالح أثناء زيارتها لمستشفى القطيف

استدعى مستشفى القطيف أعضاء طاقمه الذين كانوا يمضون يوم عطلة مما يوحي بسقوط عدد كبير من القتلى والجرحى، كما أطلق نداءات للتبرع بالدم، وبسبب ازدحام مستشفى القطيف، فُتحت العديد من المراكز الأخرى للتبرع بالدم كصالة الملك عبد الله للأفراح. ومركز سيهات الصحي 2 والبنك الإقليمي بالدمام ومستشفى الزهراء. زار وزير الصحة خالد الفالح المصابين مرات عديدة، كما زار المستشفى شخصيات أخرى عديدة، كولي العهد ووزير الداخلية محمد بن نايف وأمير المنطقة الشرقية سعود بن نايف.
حُولِّت الحالات الحرجة إلى 5 مستشفيات في محافظة القطيف. كما زار مستشفى القطيف أمير المنطقة الشرقية سعود بن نايف، قائلًا إن كل من يجرأ على المساس بأمن المملكة سيُحاسب، مضيفًا: «إن الإنسان مبتلى في نفسه وماله ومكانه، كما أن المسلم يتحلى بالصبر في جميع الأمور التي يحتسبها عند الله تعالى، سائلا الرحمة للشهداء الذين سالت دمائهم في بيت من بيوت الله.».

### القتلى

حيدر المقيلي البالغ من العمر ست سنوات هو أصغر القتلى، قُتل بعد 3 أيام من تخرجه من الروضة.

كانت حصيلة التفجير 22 شخص، كان أصغرهم يبلغ من العمر 6 سنوات، إذ تطايرت أجزاء جسمه جراء التفجير، ولفظ أنفاسه الأخيرة في مستشفى القطيف المركزي بعد نقله لتلقي العلاج.
يليه الطفل علي آل غروي ذو العشر سنوات، وهو آخر الذكور في أسرة من تسعة أخوة وأخوات، كان من المقرر أن يستلم شهادة تخرجه من الصف الرابع الابتدائي الأسبوع القادم. ختم القرآن تلاوةً وكان متفوِّقًا دراسيًّا، تقول والدته «حينما سمعت صوت الانفجار أحسست بأن كبدي قد انفجرت لكنني أكملت ما تبقى من صلاتي وأنا أعيذ بالله من ذلك.»، وأضافت «إن كان استشهاده من أجل التمهيد لظهور الإمام، فليأخذ الله كل أبنائي شهداء وليس عليًا فقط».

نعى الدفاع المدني أيضا زميلهم كمال كاظم:
كما وجه ولي العهد ووزير الداخلية محمد بن نايف بمعاملة رئيس رقباء كمال حسن كاظم العلويات، بموجب ما يعامَل به الشهداء من العسكريين، وأصدر قرارًا بترقيته إلى ملازم. خلَّفت الحادثة 63 يتيمًا.

### التجمُّعات والاحتجاجات

مشهد من مسيرة ليلة الجمعة

في نفس اليوم ليلًا خرجت العديد من التجمُّعات في القطيف تنديدًا بالحادثة، هاتفة ورافعة شعارات «لا للإرهاب.». في اليوم الذي يليه، خرج حوالي 10,000 شخص في مسيرات ضد التمييز الطائفي، مطالبين بإنهاء الكراهية ومنهج التكفير ضد الشيعة وإنشاء قرار تجريم الطائفية، ذاكرين مناهج التكفير في المدارس السعودية التي تُعلِّم الأطفال منذ المراحل الابتدائية أن الشيعة ليسوا مسلمين. ذكرت بعض الصُحف الأجنبيَّة أن السلطات السعوديَّة قامت بمنع الوصول للإنترنت خلال يوم التشييع.

### مسجد الإمام علي
في نفس يوم الحادثة، شارك أكثر من مئة شخص بالقيام بترتيب وتنظيف المسجد، وقد صلِّي بالمسجد حتى قبل الانتهاء من هذه العمليات. بعد ثلاثة أيام من الحادثة، تم إصلاح 60% من المسجد، وأقيمت الصلاة بحضور أكثر من 500 مصلٍّ.

## التشييع والتعزية

### التجهيز

الأمير محمد بن نايف في صالة العزاء

في نفس الحادثة، تجمَّع حوالي 300 من سكان القطيف لإنشاء لجان لتنظيم تشييع الشهداء. شارك 4000 متطوع في 14 لجنة لتنظيم التشييع، وهي لجنة نظام السير والحركة، ولجنة المواصلات، ولجنة الأمن والسلامة، واللجنة الطبية، واللجنة المالية، ولجنة شؤون الشهداء، ولجنة التغذية والتموين، ولجنة مراسم التشييع، ولجنة الحفل والخطابة، ولجنة الإعلام، ولجنة العلاقات والاستقبال، ولجنة المراقبة العامة. تم إنشاء 14 نقطة صحية في طريق التشييع، وساهمت العديد من المؤسسات والجمعيات فيها مثل جمعية الهلال الأحمر. حدثت حالة إغماء واحدة أثناء التشييع أُسعفت في إحدى تلك النقاط. تقرَّر انطلاق التشييع في الساعة الثالثة من عصر يوم الإثنين، من سوق السبت الشعبي في القطيف.

### التشييع
شُيِّعت جثامين القتلى الـ21 في 25 مايو 2015، وقدَّرت الجرائد حضور التشييع ما بين عشرات الآلاف إلى نصف مليون شخص. جرى التشييع مع إجراءات أمنيَّة مُشدَّدة نسبيًّا.كما طُلب من النساء عدم المشاركة في التشييع بسبب المخاوف الأمنية، وأقيمت منطقة خاصة للنساء من أجل تقديم التعازي. كما أقامت الشرطة نقاط تفتيش وقام متطوعون مدنيون يلبسون ثيابًا صفراء وبرتقالية بتفتيش السيارات. قامت الهيئة المُنظَّمة بقطع العديد من المسارات والطُرق لتفادي حوادث التدافع والتزاحم.

### العزاء
أقيمت 4 مخيمات بمساحة 2500 م2 لتقديم العزاء، بالإضافة لصالة الملك عبد الله. قدم ولي العهد الأمير محمد بن نايف العزاء لعوائل الشهداء في صالة الملك عبد الله بالقطيف، بعد أن زار جرحى الانفجار بمستشفى القطيف المركزي قُبيل وصوله.

## ردود الفعل

### المحلية
| لقد فجعنا جميعاً بالجريمة النكراء التي استهدفت مسجداً بقرية القديح مخلفة ضحايا أبرياء ولقد آلمنا فداحة جرم هذا الاعتداء الإرهابي الآثم الذي يتنافى مع القيم الإسلامية والإنسانية . إن كل مشارك أو مخطط أو داعم أو متعاون أو متعاطف مع هذه الجريمة البشعة سيكون عرضة للمحاسبة والمحاكمة وسينال عقابه الذي يستحقه ولن تتوقف جهودنا يوماً عن محاربة الفكر الضال ومواجهة الإرهابيين والقضاء على بؤرهم . ونرغب إليكم نقل تعازينا الحارة لأهلنا في القديح من أسر المتوفين ، ـ نسأل الله تعالى أن يتغمدهم بواسع رحمته ومغفرته ويسكنهم فسيح جنته ـ ، ونقل تمنياتنا ودعواتنا للمصابين بأن يمن الله عليهم بالشفاء العاجل . حفظ الله بلادنا وشعبنا من كل مكروه إنه سميع مجيب . والسلام عليكم ورحمة الله وبركاته . سلمان بن عبدالعزيز آل سعود |
| —برقية الملك سلمان لولي العهد محمد بن نايف |

- شدَّد ملك السعودية سلمان بن عبد العزيز على أن كل مشارك أو مخطط أو داعم أو متعاون أو متعاطف مع الجريمة سيكون عرضة للمحاسبة والمحاكمة وسينال عقابه، وينقل تعازيه الحارة لأسر المتوفين وتمنياته ودعواته للمصابين بالشفاء العاجل.[58]
- اعتبر مفتي عام المملكة عبد العزيز آل الشيخ أن ما حدث هو جريمة خطيرة، مضيفًا: «لعن الله من خطط له ودبر له وأعان عليه».[59][60]
- كما أدان التفجير وزير العدل والرئيس العام لهيئة الأمر بالمعروف والنهي عن المنكر.[61][62]
- أدانت الأمانة العامة لهيئة كبار العلماء في السعودية بشدة هذه الحادثة وعدتها جريمة بشعة تهدف إلى ضرب وحدة الشعب السعودي وزعزعة استقراره[63]
- كما دان المجلس الأعلى للقضاء في الحادثة وشدد سلمان النشوان الأمين العام المتحدث الرسمي للمجلس الأعلى للقضاء على أن «هذا العمل الإجرامي الخبيث لا يمت إلى الإسلام والدين بأي صلة ولا يمكن تصور أن يرتكبه مسلم عاقل عالم بالحلال والحرام مدرك لحرمة الدماء وعصمتها[64]
- أدان كلٌّ من سفراء بنغلاديش وپاكستان وسري لانكا والولايات المتحدة التفجير.[65][66]
- دعا الكُتَّاب دعوا لنبذ الطائفية، ومحو بيانات التكفير المتكرِّرة في المحادثات اليوميَّة والمناهج الدراسية والمنابر.[67][68][69][70]
- تم تأجيل نهائي بطولة النخبة في كرة اليد[71]، وحفل «بر الوالدين»[72]، ودورة كافل اليتيم المقامة من قِبَل جمعية تاروت الخيرية.[73] كذلك تم تأجيل الاختبارات النهائية لطلاب بلدة القديح.[74]
- في 29 مايو وجه وزير الشؤون الإسلامية الشيخ صالح آل الشيخ بتوحيد الخطب اليوم الجمعة ليكون موضوعها الرئيس الحديث عن التفجير الإجرامي في القديح.[75]
- وجه الملك سلمان بن عبد العزيز وزارة الشؤون الإسلامية والدعوة والإرشاد بإعادة بناء مسجد الإمام علي بن ابي طالب .[76]

### الدولية
- الأمم المتحدة: أدان الأمين العام للأم المتحدة بان كي مون الاعتداء.[77]
  -  مجلس الأمن التابع للأمم المتحدة: أوضح المجلس في بيان رئاسي أن أعضاء المجلس الـ 15 «يدينون بأشد عبارات الإدانة» التفجير الإرهابي ويعربون عن تعاطفهم العميق ويقدمون تعازيهم إلى عائلات ضحايا هذا العمل الشرير وإلى حكومة المملكة العربية السعودية.[78][79]
- جامعة الدول العربية: أدان الأمين العامة لجامعة الدول العربية نبيل العربي الهجوم، مُقدِّمًا تعازيه لأُسر الضحايا.[80]
- مجلس التعاون الخليجي: أدان مجلس التعاون لدول الخليج العربية الحادثة «الانتحارية الإرهابية» الذي أسفر عن «استشهاد» وجرح عدد من المواطنين الأبرياء، وأعرب الأمين العام للمجلس الدكتور عبد اللطيف الزباني قتل المصلين و«هم يتعبدون في بيوت الرحمن»، واصفه بـ«عمل إجرامي جبان يتنافى مع كافة القيم والمبادئ الإسلامية والإنسانية،» وأعرب الأمين العام عن تعازيه الحارة للحكومة والشعب السعودي وذوي الشهداء، معلنًا مساندة دول المجلس للمملكة في كل ما تتخذه من إجراءات لحماية أمنها واستقرارها.[81]
- أدانت منظمة التعاون الإسلامي العملية، وقال الأمين العام للمنظمة إياد مدني «إن التفجير الإرهابي في (القديح) انتهك حرمة بيت من بيوت الله في يوم جمعة واستهدف مصلين لصلاة الجمعة الأمر الذي لا يمكن أن يقدم عليه إلا إرهابي تجرد من إسلامه ومن إنسانيته.»، مقدمًا تعازيه لأسر الضحايا وداعيًا للمصابين بالشفاء العاجل.[82]
- الأردن: استنكرت الأردن التفجير.[83]
- ألمانيا: أعربت نائبة الناطق باسم الحكومة الألمانية كريستينا فيرتس في تصريح لها عن استنكارها للعملية، ووصفته بالعمل الجبان والخسيس، وأن القائمين عليه يريدون أن يزعزعوا أمن المملكة العربية السعودية.[84]
- الإمارات: أدانت دولة الإمارات العربية المتحدة العملية وأعربت عن استنكارها الشديد لهذه الأعمال الإجرامية وجددت رفضها الدائم لكل أشكال العنف والإرهاب وأكدت تضامنها ودعمها القوي للمملكة العربية السعودية الشقيقة في مواجهة هذه الجرائم الخطيرة.[85]
- إيران: أدانت الجمهورية الإسلامية الإيرانية على لسان المتحدثة باسم وزارة الخارجية مرضية أفخم التفجير، داعية لـ«ضرورة تحدید ومعاقبة المتورطین فی هذه الحادثة الإرهابیة.» [86]
- باكستان: أعربت پاكستان عبر وزارة خارجيتها عن تعاطفها وتعازيها في القتلى وتمنياتها الشفاء العاجل للجرحى.[87]
- تونس: أدانت تونس «العملية الإرهابية الشنيعة.»[88]
- الجزائر: أدانت الجزائر على لسان الناطق الرسمي لوزارة الخارجية عبد العزيز الشريف العملية الإرهابية، مُقدِّمة التعازي والمواساة لأهالي وذوي القتلى.[89]
- مصر: أدان مفتي الجمهورية المصرية شوقي علام التفجير، واصفًا منفذيه بـ«المتطرفين المجرمين» و«تجرأوا على حرمة بيت من بيوت الله، وسفكوا فيه دماء المصلين الذين اجتمعوا لأداء فريضة صلاة الجمعة، ولم يراعوا لدماء المسلمين ولا بيوت الله حرمة، فأصبحوا بذلك من أهل الخزي في الدنيا والعذاب العظيم في الآخرة، مستشهداً بقول الله تعالى ((وَمَنْ أظْلَمُ مِمَّن مَّنَعَ مَسَاجِدَ اللّهِ أَن يُذْكَرَ فِيهَا اسْمُهُ وَسَعَى في خَرَابِهَا أُوْلَـئِكَ مَا كَانَ لَهُمْ أَن يَدْخُلُوهَا إِلاَّ خَائِفِينَ لهُمْ فِي الدُّنْيَا خِزْيٌ وَلَهُمْ فِي الآخِرَةِ عَذَابٌ عَظِيمٌ))، وقوله تعالى ((وَمَن يَقْتُلْ مُؤْمِنًا مُّتَعَمِّدًا فَجَزَاؤُهُ جَهَنَّمُ خَالِدًا فِيهَا وَغَضِبَ اللَّهُ عَلَيْهِ وَلَعَنَهُ وَأَعَدَّ لَهُ عَذَابًا عَظِيمًا)).» وأدان وزير الأوقاف المصري محمد جمعة التفجير، وشيخ الأزهر الدكتور أحمد الطيب.[90]
- الولايات المتحدة: أدان البيت الأبيض الهجوم.[91][92]
- الأوقاف الجعفرية: قال رئيس الأوقاف الجعفرية الشيخ محسن العصفور «إن مرتكبي هذا العمل الإجرامي الشنيع والبشع كشفوا عن انسلاخهم عن صفة الإنسانية فضلاً عن الاسلام وأبسط القيم وكل مبادئ الشرائع والأعراف التي تعصم جميعها حرمة النفس المحترمة، فلم يراعوا حرمة للنفوس التي حرم الله، فقاموا بقتل المصلين في يوم الجمعة الذي هو اشرف الأيام، وفي صلاة الجمعة التي هي من كبرى شعائر الإسلام العبادية ، وفي بيت من بيوت الله التي أذن الله أن ترفع وأن يذكر فيها اسمه، وفي بلاد الحرمين التي هي اشرف البلاد»، وأبدى ثقته الكاملة في السلطات الأمنية المختصة للقبض على المخططين والمدبرين لمثل هذه الاعتداءات الإرهابية الآثمة الغاشمة، وتقديمهم إلى العدالة لينالوا جزاء إجرامهم وليقعوا في شر أعمالهم، مُعزِّيًا ذوي الشهداء من المصلين وخادم الحرمين الشريفين الملك سلمان بن عبد العزيز آل سعود وحكومته والشعب السعودي الشقيق.[93]
- تيار المستقبل: استنكر زعيم تيار المستقبل سعد الحريري التفجير وقال إن «هذا الاعتداء الإجرامي مكشوف بأهدافه ونواياه، لأنه حلقة في سلسلة خبيثة ترمي إلى إثارة الفتنة بين أبناء السعودية، وتهديد الاستقرار الذي سيبقى، بإذن الله، علامة فارقة من علامات القوة والوحدة والتماسك الوطني حول الدولة السعودية وقيادتها».[94]
- حزب الله: أدان حزب الله العملية، وقال في بيان «يحمّل حزب الله السلطات السعودية المسؤولية الكاملة عن هذه الجريمة البشعة بسبب رعايتها واحتضانها ودعمها للمجرمين القتلة فكرياً وإعلامياً وسياسياً ومادياً وعمليا من أجل ارتكاب جرائم مماثلة في الكثير من البلدان العربية والإسلامية.»[95]
- حركة حماس: وصفت حركة المقاومة الإسلامية حماس الفلسطينية التفجير على لسان عضو مكتبها السياسي عزت الرشق «بالعمل الجبان».[96]

## معرض صور

مسيرة يوم السبت

## طالع أيضًا
- تفجيرات مسجدي بدر والحشوش بصنعاء: تفجيرات في مسجدين في صنعاء في اليمن نتج عنها ما لا يقل عن 140 قتيل.
- تفجير العنود 2015: محاولة تفجير أخرى تبنتها داعش في أحد المساجد في الدمام في السعودية بعد أسبوع من تفجير القطيف، أُحبطت ونتج عنها 4 قتلى خارج المسجد.
- تفجير مسجد الإمام الصادق في الكويت بعد شهر تقريبًا، تبناه داعش ونتج عنها حوالي 28 قتيلًا.
- أحداث العوامية
- تفجير مسجد قوات الطوارئ 2015
- قائمة الحوادث الإرهابية، 2015